# Goslino (Bispo de Paris)
Goslino, Gauzlin ou Gozlino (nascido em 834, morreu em 16 de abril de 886), foi um membro da família dos Rorgonidas, bispo de Paris, defesor da cidade contra os Normandos em 885.

## Biografia
Ele é o filho de Rorgo I, do Maine, conde do Maine. 
Tornou-se monge em 848, ele entrou para a abadia de Saint-Remi de Reims e, em seguida, tornou-se abade , sucessivamente, de Saint-Maur de Glanfeuil, Jumièges, Saint-Amand, Saint-Germain-des-Prés e a de Saint-Denis.
Como muitos prelados de seu tempo, participou activamente da luta contra os Viquingues. Feito prisioneiro com seu meio-irmão Luís em 858, ele foi libertado após o pagamento de um pesado resgate. A partir de 855 até 867, ele trabalhou de forma intermitente, e a partir de 867 até 881 mais regular, como chanceler do rei Carlos II, o Calvo e de seus sucessores.
Em 877, à morte do rei, Goslino toma a frente de um partido contra o filho do rei Carlos II, o Calvo e legítimo herdeiro, Luís II, o Gago, e de seu filho Luís III. Ele quer que seja Luís, o Jovem, filho de Luís, o Germânico , que tome a sucessão, mas seus planos não têm êxito.
Em 883 ou 884 ele foi eleito bispo de Paris. Ele foi chanceler de Carlomano II , e contribuiu para a nomeação de Odão, filho de Roberto, o Forte, como conde de Paris.
Percebendo os perigos a que a cidade poderia ser exposta em caso de ataque dos Viquingues, ele planeou e dirigiu o fortalecimento das defesas, deixando a protecção das relíquias de santo Germano e de santa-Genoveva. Quando o ataque ocorreu, no dia 26 de novembro de 885, a defesa da cidade contra o cerco realizado pelos Viquingues, foi-lhe dada, bem como Odão, Hugo e Ebble, um sobrinho de Goslino e abade de Saint Germain d'Auxerre. A luta pela ponte ao Câmbio (Grande-Ponte), que durou dois dias. Goslino força os Normandos a abandonar o assalto ao reparar a destruição da torre de madeira durante a noite. O cerco durou pouco mais de um ano, enquanto o imperador Carlos III, o Gordo estava na Itália.
Enquanto se negociava os primórdios da paz, Goslino morreu a 16 de abril de 886, morto pela peste que grassava na cidade.
Uma rua em Paris tem o seu nome.

### Artigos Relacionados
- Cerco de Paris (885-887)